# Frankenhöhe
Ne doit pas être confondu avec Jura franconien.
La Frankenhöhe est un ensemble de collines d'Allemagne, dans l'ouest de la Franconie, culminant à 554 mètres d'altitude au Hornberg. 

## Toponymie
Frankenhöhe est un oronyme allemand signifiant littéralement en français « hauteurs de Franconie ».

## Géographie

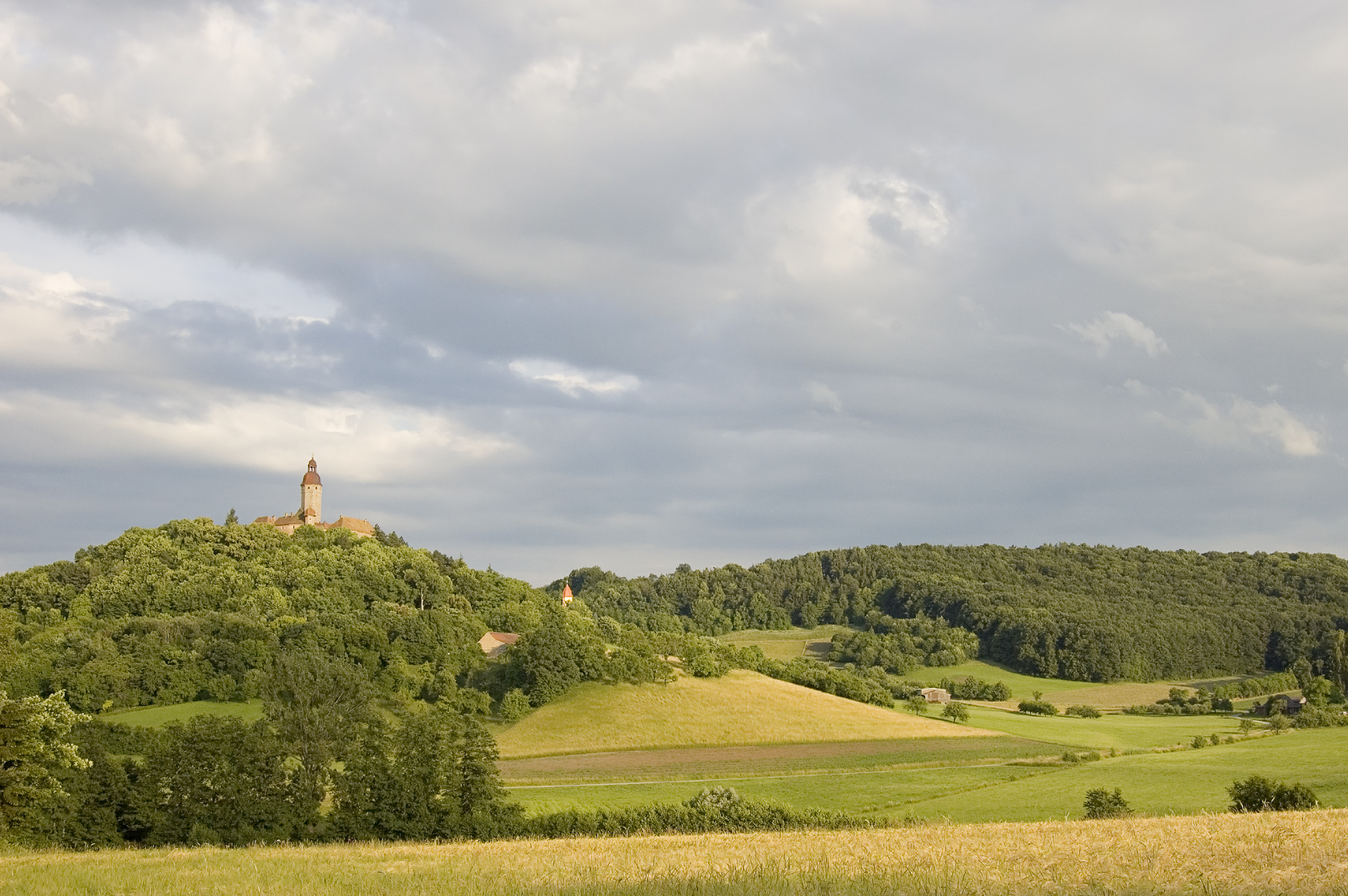
Paysage de la Frankenhöhe avec le château de Virnsberg.

La Frankenhöhe est un relief dans le bassin souabe-franconien. Il est formé par un escarpement dirigé vers l'ouest et correspond à la partie centrale de l'une des deux cuestas (ou côtes) qui traversent le bassin souabe-franconien.
La côte dont fait partie le Frankenhöhe est constituée d'un empilement de minces couches de calcaire, de marnes et de grès datant du Trias supérieur. Le front de la côte de Frankenhöhe est entaillé par l'érosion de plusieurs petits cours d'eau. Cet escarpement déchiqueté est boisé orienté vers l'ouest et domine la plaine céréalière de Hohenlohe.